# 16 juni
16 juni är den 167:e dagen på året i den gregorianska kalendern (168:e under skottår). Det återstår 198 dagar av året.

## Återkommande bemärkelsedagar

### Helgdagar
- Sydafrika: Ungdomsdagen (Youth Day, till minne av Sowetoupproret 1976)

### Övriga
- Hela världen: Bloomsday (firande av den irländske författaren James Joyce, vars roman Ulysses utspelar sig i Dublin denna dag 1904)

## Namnsdagar

### I den svenska almanackan
- Nuvarande – Axel och Axelina
- Föregående i bokstavsordning
  - Axel – Namnet infördes 1766 på 23 mars. 1901 flyttades det till dagens datum, till minne av att den svenske rikskanslern Axel Oxenstierna föddes denna dag 1583. Det har funnits där sedan dess.
  - Axelia – Namnet infördes på dagens datum 1986, men utgick 1993.
  - Axelina – Namnet infördes på dagens datum 1986 och har funnits där sedan dess.
  - Cyricus – Namnet fanns på dagens datum, innan det utgick till förmån för Justina.
  - Justina – Namnet fanns, till minne av en jungfru och martyr i Mainz, som ska ha dödats av Attilas hunner just när hon tog nattvarden 451, på dagens datum före 1901, då det flyttades till 15 juni. Anledningen var, att man ville bereda plats på dagens datum för Axel.
- Föregående i kronologisk ordning
  - Före 1901 – Cyricus och Justina
  - 1901–1985 – Axel
  - 1986–1992 – Axel, Axelina och Axelia
  - 1993–2000 – Axel och Axelina
  - Från 2001 – Axel och Axelina
- Källor
  - Brylla, Eva (red.): Namnlängdsboken, Norstedts ordbok, Stockholm, 2000. ISBN 91-7227-204-X
  - af Klintberg, Bengt: Namnen i almanackan, Norstedts ordbok, Stockholm, 2001. ISBN 91-7227-292-9

### Finlandssvenska almanackan
- Nuvarande från 2005[1] – Eugen, Eugenia
- I föregående revideringar[a][2]
  - 1929–2004 – Eugen

## Händelser
- 1288 – Biskop Peter i Västerås upprättar ett köpebrev på Färingö (nuvarande Svartsjölandet i Mälaren), där han meddelar, att han till sin systerson återlämnar den andel han tidigare för domkyrkans räkningar har köpt i gruvan i Tiskasjöberg i Torsång (nuvarande Kopparberget i Falun) i Dalarna. Totalt sju sigill finns vidhängda på brevet, men av dessa saknas numera två stycken, vilka är kung Magnus Ladulås och ärkebiskop Magnus Bossons sigill. Detta blir första gången gruvan i Kopparberget omnämns i skrift och man brukar anse, att företaget Stora Enso har sina rötter i denna gruva och därmed kan räknas som världens äldsta aktiebolag.
- 1527 – En riksdag inleds i Västerås och pågår till 18 juni. Detta är det första riksmötet i Sveriges historia, som kan benämnas ”riksdag", eftersom det är det första, som uppfyller alla kriterier för det (att landets innevånare ska vara representerade både geografiskt [representanter från alla landskap] och socialt [representanter från alla stånd], att alla stånd har rätt att yttra sig och även har rösträtt) och den har tidigare felaktigt benämnts ”reformationsriksdagen”. Den innebär nämligen inte att protestantismen införs i Sverige, utan kungen (Gustav Vasa) driver istället igenom sin vilja att bryta kyrkans ekonomiska makt, genom att kronan och adeln får överta stora delar av dess rikedomar och ”det andliga frälset” avskaffas, då kyrkan förlorar sin skattefrihet. Riksdagen blir därmed ett första steg på vägen i den svenska reformationen, men det dröjer ytterligare nästan 70 år (till 1593) innan den är helt genomförd. Riksdagen resulterar i två dokument, dels Västerås recess, där besluten från den kungörs i fyra punkter (ständerna ska hjälpa till att straffa dem som ”åstadkommer oro i riket” [det vill säga hjälpa till att slå ned det pågående Daljunkerns uppror, kronan ska ta över kyrkans rikedomar och inkomster, adeln ska återfå all jord den har donerat till kyrkan sedan 1454 och Guds ord ska ”renliga” predikas i riket), dels Västerås ordinantia, som i praktiken beskriver hur besluten från recessen ska genomföras. Även om religionsfrågan alltså knappt berörs alls under riksdagen leder beslutet om kyrkans brutna makt till att vissa av de mest konservativa katolicismanhängarna (däribland biskop Hans Brask i Linköping) tvingas i landsflykt.
- 1846 – Sedan Gregorius XVI har avlidit den 1 juni väljs Giovanni Maria Mastai-Ferretti till påve och tar namnet Pius IX. Med över 31 år som påve får denne det hittills längsta pontifikatet i påvedömets historia (den förste påven Petrus sägs också ha varit påve i mellan 31 och 37 år [från 30 eller 33 till 64 eller 67 e.Kr.], men uppgifterna om hans regeringstid är inte historiskt säkerställda).
- 1904 – Den ryske militären Nikolaj Bobrikov, som har varit generalguvernör över Finland sedan 1898, blir skjuten av studenten Eugen Schauman i det finländska senatshuset i Helsingfors. Schauman skjuter därefter sig själv och avlider omedelbart, medan Bobrikov förs till sjukhus och opereras, men avlider dagen därpå. Mordet är ett led i de finländska protesterna mot förryskningen av Finland, som har pågått sedan 1890-talet och Bobrikov har gjort sig allmänt avskydd, genom att aktivt motarbeta ”den finländska separatismen” (finländska självständighetssträvanden), men Schauman agerar ensam och på eget bevåg. Under större delen av 1800-talet har Finland varit en relativt autonom och självständig del av det ryska riket, men nu har alltså rysk och finländsk nationalism börjat ställas mot varandra och de finländska självständighetsförsöken fortsätter fram till Finlands självständighetsförklaring 1917.
- 1943 – Den svenske kungen Gustaf V inviger Sandöbron i Ångermanland, vilken ersätter den sista färjeförbindelsen på vägen mellan Stockholm och Haparanda. Bron har tagit flera år att bygga och är mest känd för att 18 arbetare omkom när gjutformen för brospannet kollapsade den 31 augusti 1939 – en nyhet som försvann i den stora nyheten om andra världskrigets utbrott dagen därpå.
- 1958 – Den ungerske politikern och kommunistledaren Imre Nagy, som tidigare också har varit Ungerns premiärminister, och tre av hans medarbetare blir avrättade i Budapest, på grund av sin medverkan i revolten 1956 och att de aktivt har kritiserat Josef Stalin och Sovjetunionens kontroll över Ungern. De avrättade begravs i omärkta gravar, men 1989 blir Nagy postumt friad från alla anklagelser av Ungerns högsta domstol och får en statsbegravning. Man har länge trott att det framförallt är Sovjet, som ligger bakom avrättningarna, för att avskräcka andra kommunistledare inom Östblocket från att försöka göra sig fria från Sovjetunionens inflytande, men numera pekar uppgifter på, att det framförallt är den nye ungerske premiärministern János Kádár, som vill få avrättningarna till stånd.
- 1963 – Sovjetiska Valentina Teresjkova blir den första kvinnan som genomför en rymdfärd, vilken tar tre dagar, efter att ha blivit utvald bland över fyrahundra sökande. Eftersom hon endast har blivit hedersmedlem i det sovjetiska flygvapnet blir hon också den första civilisten i rymden. Det dröjer emellertid sedan 19 år, innan en kvinna på nytt kommer ut i rymden (sovjetiska Svetlana Savitskaja genomför en rymdfärd i augusti 1982), även om det vid Teresjkovas färd finns planer på att fortsätta låta kvinnor bege sig ut i rymden, framförallt för att man vill samla data om hur kvinnokroppen hanterar vistelsen i rymden, i jämförelse med manskroppen.
- 1976 – Omkring 20 000 svarta högskolestudenter i Sydafrika inleder protester mot den sydafrikanska regeringens rasåtskillnadspolitik apartheid, där den tändande gnistan till protesterna är det faktum att språket afrikaans har blivit infört som undervisningsspråk för svarta på universiteten. Då protesterna inleds i staden Soweto utanför Johannesburg blir protesterna kända som Sowetoupproret, men de sker över hela landet. När polisen öppnar eld mot demonstranterna i Soweto dödas minst 176 personer, men dödssiffran kan vara så hög som uppemot 600–700 personer. När händelsen blir känd över världen blir den fördömd av FN:s säkerhetsråd genom Resolution 392 och idag är 16 juni allmän helgdag i Sydafrika, till minne av upproret.
- 2011 – Internationella arbetsorganisationen (ILO) antar en internationell konvention om att hushållsarbetare ska ha rätt till reglerade arbetsförhållanden och lön på sitt lands miniminivå.[3] Konventionen träder i kraft ett år efter att den har godkänts av minst två länder och eftersom Uruguay godkänner konventionen den 26 april 2012 och Filippinerna gör detsamma 6 augusti samma år träder den alltså i kraft den 6 augusti 2013.
- 2015 – Donald Trump tillkännager under ett tal i Trump Tower, New York att han ställer upp i presidentvalet i USA 2016 som en av kandidaterna i republikanernas primärval.

## Födda
- 1583 – Axel Oxenstierna, svensk greve, riksråd och statsman, Sveriges rikskansler 1612–1654
- 1594 – Stefano Durazzo, italiensk kardinal
- 1625 – Gustaf Sparre (1625–1689), svensk friherre, diplomat, hovrättsråd, riksråd och landshövding i Västmanlands län
- 1695 – Martin Mijtens den yngre, svensk-österrikisk målare (född detta datum eller 24 juni)
- 1786 – Anne Elizabeth Baker, brittisk filolog och illustratör
- 1798 – Johan Henrik Thomander, svensk kyrkoman, biskop i Lunds stift 1856–1865, översättare och författare, ledamot av Svenska Akademien 1855–1865
- 1829 – Geronimo, amerikansk apacheindianhövding
- 1854 – Hugo Thimig, tysk-österrikisk skådespelare, regissör och teaterchef
- 1858 – Gustaf V, kung av Sverige 1907–1950
- 1861 – George Dunton Widener, amerikansk affärsman och järnvägsmagnat
- 1890 – Stan Laurel, brittisk-amerikansk komiker och skådespelare, i Sverige mest känd som Halvan i duon Helan och Halvan
- 1892 – Theodor Berthels, svensk skådespelare, regissör och manusförfattare
- 1894 – Fjodor Tolbuchin, sovjetisk militär, befälhavare och marskalk
- 1897 – Georg Wittig, tysk kemist, mottagare av Nobelpriset i kemi 1979
- 1899 – Einar Hanson, svensk skådespelare
- 1902 – Barbara McClintock, amerikansk cytogenetiker, mottagare av Nobelpriset i fysiologi eller medicin 1983
- 1911 – Kalle Widmark, svensk kanotist
- 1922 – Göte Lovén, svensk kompositör, gitarrist och sångare
- 1924 – E. Balanandan, indisk politiker och fackföreningsman
- 1925
  - Evert Svensson, svensk socialdemokratisk politiker
  - Östen Sjöstrand, svensk poet och översättare, ledamot av Svenska Akademien 1975–2006
- 1926 – Norma Sjöholm, svensk revyskådespelare och dansare
- 1928 – Sten Mattsson, svensk skådespelare
- 1931 – Robert Freeman Smith, amerikansk republikansk politiker, kongressledamot 1983–1995 och 1997–1999
- 1933 – Barbro Westerholm, läkare, forskare, ämbetsman och riksdagsledamot (L)
- 1935 – James Bolam, brittisk skådespelare
- 1937
  - Bo Hermansson, svensk regissör och manusförfattare
  - Erich Segal, amerikansk författare
  - Simeon, bulgarisk kunglighet och politiker, tsar av Bulgarien 1943–1946 och Bulgariens premiärminister 2001–2005
- 1938
  - Torgny Lindgren, svensk författare, ledamot av Svenska Akademien 1991–2017
  - Joyce Carol Oates, amerikansk författare
- 1945 – Jannik Bonnevie, norsk skådespelare
- 1946 – Harriet Lindeman, finlandssvensk åländsk frisinnad politiker, Ålands social- och miljöminister 1991–1995 och 2005–2007 samt kultur- och utbildningsminister 1995–1999
- 1948 – Bjørn Sundquist, norsk skådespelare
- 1952
  - Giorgos Papandreou, grekisk socialdemokratisk politiker, partiledare för grekiska socialdemokratiska partiet (PASOK) 2004–2012, Greklands utrikesminister 1999–2004 och 2009–2010 samt premiärminister 2009–2011
  - Leena Peltonen-Palotie, finländsk genforskare
- 1954
  - Jeffrey Ashby, amerikansk astronaut
  - Bill White, amerikansk demokratisk politiker
- 1955
  - Laurie Metcalf, amerikansk skådespelare
  - Kicki Rundgren, svensk skådespelare och regissör
- 1956
  - Annika Dopping, svensk tv-programledare
  - Staffan Dopping, svensk radio- och tv-programledare
- 1957 – Alexandra Marinina, rysk deckarförfattare
- 1962 – Arnold Vosloo, sydafrikansk skådespelare
- 1965 – Andrea M. Ghez, amerikansk astronom, mottagare av Nobelpriset i fysik 2020
- 1969 – Robert Hurt, amerikansk republikansk politiker, kongressledamot 2011–2017
- 1970 – Phil Mickelson, amerikansk golfspelare
- 1971 – Tupac Shakur, amerikansk rappare, skådespelare och poet
- 1978 – Daniel Brühl, tysk skådespelare
- 1980 – Marcus Ekenberg, svensk fotbollsspelare
- 1984 – Rick Nash, kanadensisk ishockeyspelare
- 1989 – Odion Ighalo, nigeriansk fotbollsspelare

## Avlidna
- 1618 – Olaus Stephani Bellinus, svensk biskop i Västerås stift
- 1722 – John Churchill, engelsk-brittisk militär och politiker
- 1778 – Conrad Ekhof, tysk skådespelare, känd som ”den tyska skådespelarkonstens fader”
- 1812 – Franz Pforr, tysk romantisk målare
- 1873 – Moritz Heinrich Romberg, tysk neurolog
- 1896 – Edmond Goncourt, fransk skriftställare
- 1901 – Herman Grimm, tysk författare och konsthistoriker
- 1904 – Eugen Schauman, finländsk student, aktivist och attentator
- 1912 – Greta von Philip, svensk skådespelerska, dotter till August Strindberg[4]
- 1916 – Edwin C. Burleigh, amerikansk republikansk politiker, guvernör i Maine och senator för samma delstat
- 1921 – William E. Mason, amerikansk republikansk politiker, senator för Illinois
- 1928 – Harry A. Richardson, amerikansk republikansk politiker, senator för Delaware
- 1929 – Bramwell Booth, brittisk frälsningssoldat och psalmförfattare, Frälsningsarméns general
- 1932 – Frederik van Eeden, nederländsk författare
- 1945 – Nils Edén, svensk liberal politiker och professor, Sveriges statsminister
- 1950 – Wanda Rothgardt, svensk skådespelare
- 1958 – Imre Nagy, ungersk politiker, Ungerns premiärminister
- 1959 – George Reeves, amerikansk skådespelare
- 1962 – Hans Kirk, dansk författare
- 1969 – Harold Alexander, brittisk militär
- 1977 – Wernher von Braun, tysk-amerikansk fysiker och raketkonstruktör
- 1982
  - Georg Leibbrandt, tysk nazistisk politiker
  - James Honeyman-Scott, amerikansk musiker, gitarrist i gruppen The Pretenders
- 1984 – Gunnar Höglund, svensk barnskådespelare, manusförfattare, producent och regissör
- 1987 – John Mikaelsson, friidrottare, OS-guld
- 1988 – Folke Andersson, svensk opera- och konsertsångare
- 1991 – Adina Mandlová, tjeckisk skådespelare
- 1994 – Kristen Pfaff, amerikansk musiker, basist i gruppen Hole
- 1999 – Lennart Geijer, svensk socialdemokratisk politiker och jurist, Sveriges justitieminister
- 2000 – Nagako, kejsarinna av Japan
- 2003 – Georg Henrik von Wright, finlandssvensk filosof
- 2008 – Ingvar Svahn, svensk fotbollsspelare
- 2009
  - Peter Arundell, brittisk racerförare
  - Celia Fremlin, brittisk deckarförfattare
- 2011 – Östen Mäkitalo, svensk elektronikingenjör
- 2012
  - Nayef bin Abdul Aziz, saudisk kronprins och inrikesminister
  - Nils "Mora-Nisse" Karlsson, svensk längdskidåkare, bragdmedaljör
- 2016 – Jo Cox, brittisk politiker
- 2017 – Helmut Kohl, 87, västtysk/tysk förbundskansler
- 2018 – Gennadij Rozjdestvenskij, 87, rysk dirigent
- 2020 – Roger Borniche, 101, fransk polis och kriminalförfattare
- 2021 – Bengt Göransson, 88, svensk socialdemokratisk politiker, kultur- och utbildningsminister
- 2023 – Daniel Ellsberg, 92, amerikansk fredsaktivist